# (1068) Néfertiti
Pour les articles homonymes, voir Nefertiti.
Ne doit pas être confondu avec (3199) Néfertiti.
(1068) Néfertiti[Information douteuse], désignation internationale (1068) Nofretete, est un astéroïde de la ceinture principale découvert le 13 septembre 1926 par l'astronome belge Eugène Joseph Delporte à l’observatoire royal de Belgique situé près de Uccle. 
Sa désignation provisoire était 1926 RK. Il tire son nom de Néfertiti, ancienne reine d'Égypte et femme d'Akhénaton.

## Nom
Les recommandations du Centre des planètes mineures précisent que deux objets d'une même catégorie ne peuvent pas porter le nom de la même personne. Cet astéroïde fait donc figure d'exception puisque (3199) Néfertiti est également nommé d'après le même personnage, mais ici la désignation internationale est Nofretete le nom allemand du personnage.